# Diphycerus davidis
Diphycerus davidis is een keversoort uit de familie bladsprietkevers (Scarabaeidae). De wetenschappelijke naam van de soort is voor het eerst geldig gepubliceerd in 1878 door Deyrolle & Fairmaire.